# اوتار ابولادزه
اوتار ابولادزه (به گرجی: ოთარ აბულაძე،  زادهٔ ۱ ژانویهٔ ۲۰۰۰) یک کشتی‌گیر فرنگی‌کار اهل کشور گرجستان است.
از افتخارات وی می‌توان به کسب مدال برنز قهرمانی کشتی جهان ۲۰۲۴ اشاره کرد.

## فعالیت حرفه‌ای

### قهرمانی کشتی جهان ۲۰۲۴
ابولادزه در وزن ۷۲ کیلوگرم کشتی فرنگی قهرمانی کشتی جهان ۲۰۲۴ تیرانا شرکت کرد، او در این مسابقات آمادئوس ویتک از مجارستان را مغلوب کرد اما در مسابقه بعد به اولوی گانیزاده از آذربایجان باخت و با توجه به حضور این کشتی‌گیر در فینال، به دیدار شانس مجدد رفت. او در مرحله شانس مجدد دومینیکن اتلینگر از کرواسی را شکست داد و به دیدار رده‌بندی رسید. وی در این دیدار لنگ جی از چین را شکست داد و مدال برنز را به‌دست آورد.